# Jacob Hansen Bang
Jacob Hansen Bang, født 19. april 1770 i Vig, død 28. februar 1841 i Roskilde, var domprovst og sognepræst i Roskilde Domkirke fra 1823. 
Jacob Hansen Bang blev student 1788 fra Herlufsholm, cand. theol. fra Københavns Universitet 1793. Derefter var han i to år husprædikant på Bregentved hos Joachim Godske Moltke, Greve af Moltke og fra 1795 kapellan for og Asminderød og Grønholt menigheder og i Fredensborg Slotskirke. Fra 1802 sognepræst i Nykøbing Sjælland og Rørvig inden han 1823 blev domprovst og sognepræst i Roskilde Domkirke samt provst i Sømme og Voldborg Herred 1836. Jacob Hansen Bang var ridder af Dannebrog.
Jacob Hansen Bang var søn af sognepræsten Peder Schwane Bang (1744-1794) og gift med Anna Cathrine Sophie Østrup (1779-1820), deres søn Peter Georg Bang (1897-1861) var Danmarks fjerde statsminister, professor i romerret ved Københavns Universitet og direktør for Nationalbanken.